# 1660

## أحداث
- تأسيس مدينة ماي بن [الإنجليزية] وتقع حاليا في جامايكا.
- نهاية الحرب الإنجليزية الإسبانية في 1660 والتي بدأت في 1654.
- نهاية الترحيل الكاريبي في 31 مارس 1660 والتي بدأت في 1658.
- الملك لويس الرابع عشر يأمر بتمزيق وإحراق الرسائل الإقليمية، وهي أوراق أعدها بليز باسكال في دفاعه علن الفيلسوف اليانسني أنطوان أرنو

## مواليد
- ألساندرو سكارلاتي
- جوزيبي فيردي
- دانييل ديفو
- ليو تشي

## وفيات
- دييغو فيلازكيز